# José María Ortega Morejón
José María de Ortega y Morejón (Madrid, 15 de octubre de 1860-Madrid, 17 de mayo de 1948) fue un jurista, escritor y periodista español, presidente del Tribunal Supremo entre 1930 y 1931.

## Biografía
Nació el 15 de octubre de 1860 en Madrid. Licenciado en Derecho por la Universidad Central, ingresó en la carrera judicial en 1894. Después de una destacada trayectoria en varios destinos como juez accedió a los puestos de abogado fiscal y magistrado de la Audiencia de Madrid, convirtiéndose en su presidente en 1915. Posteriormente fue nombrado presidente de la Sala de lo Criminal (actualmente Penal) del Tribunal Supremo, vocal nato del Consejo Judicial y vocal de la Comisión Directiva de los Tribunales de Menores. El 22 de octubre de 1930 sucedió en la presidencia del Tribunal Supremo al fallecido Antonio Marín de la Bárcena, ocupando este puesto durante unos meses al ser sustituido por Diego Medina y García poco tiempo después de la proclamación de la Segunda República Española, que se produjo el 14 de abril de 1931.
Dramaturgo, fue autor de diversas obras entre las que encuentran El epílogo de una culpa, Un nieto de Don Quijote, Un sol nuevo o el Protector de Inglaterra. También publicó un puñado de obras poéticas como A la Catedral de Toledo o A la Marina Española, algunos ensayos, una biografía sobre la infanta y princesa de Asturias Isabel de Borbón (1851-1931) y un libro de memorias.
José María Ortega y Morejón también destacó por labor periodística, fue redactor del desaparecido periódico gaditano La Dinastía, órgano de la sección del partido Liberal-Conservador en aquella provincia y realizó colaboraciones con La Ilustración Española y Americana, La Ilustración Católica y el diario España publicado en la ciudad de Buenos Aires.
Recibió la gran cruz de la Orden de Isabel la Católica y fue nombrado mayordomo de semana por el rey Alfonso XII.